# Obake
Obake (jap. お化け) lub bakemono (jap. 化け物) – yōkai, nadnaturalne stwory, istoty występujące w japońskim folklorze. Nazwa pochodzi od czasownika bakeru oznaczającego: zamianę, przybieranie kształtu/formy, przeistaczanie się, zmiany wyglądu.

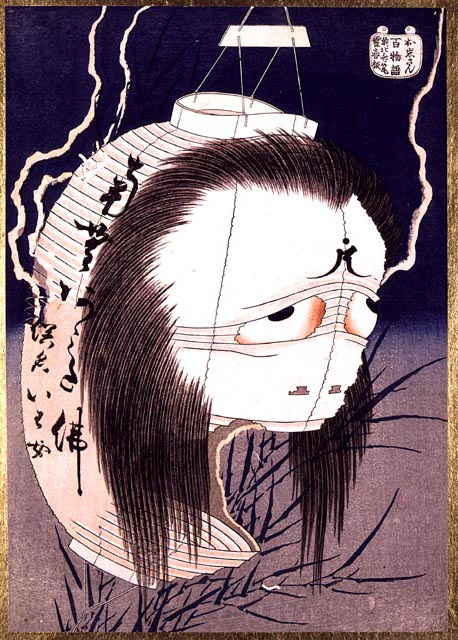
Duch Oiwa (z opowieści Yotsuya-kaidan) objawia się jako obake w postaci lampionu

Bakemono tłumaczy się jako: duch, widmo, straszydło, mamidło. Zjawy te mają wspólną zdolność do zmieniania swojej postaci, wyglądu. Jednakże, termin obake może być synonimem wyrazu yūrei, który oznacza m.in. ducha zmarłego człowieka.
Bakemono mogą być zwierzętami, jak: lis (kitsune), jenot (tanuki), borsuk (mujina), zmiennokształtny kot (bakeneko), ale także duchami roślin – np. kodama lub nieożywionymi obiektami posiadającymi duszę w shintō, bądź innych animistycznych wierzeniach. Obake pochodzące z przedmiotów gospodarstwa domowego są często nazywane tsukumo-gami.
Bakemono zazwyczaj przyjmuje postać człowieka lub pojawia się w przerażającej postaci, takiej jak: hitotsu-me-kozō (jednookie straszydło, mały cyklop), nyūdō (m.in. zjawa o ogolonej głowie mnicha), ō-nyūdō (wielkie monstrum) lub nopperabō (owalna twarz bez oczu, nosa i ust). W codziennym użyciu, wszystkie dziwne objawienia można nazwać bakemono lub obake, dzięki czemu wyrazy te stały się synonimami słowa yōkai.

## Na Hawajach
Ze względu na spory napływ populacji japońskich imigrantów na wyspy hawajskie, termin obake trafił do słownika kreolskiego miejscowej ludności. Niektóre japońskie historie dotyczące istot zostały przeniesione do wierzeń ludności hawajskiej: odnotowano liczne „obserwacje” kappa na wyspach, a japońska twarz ducha zwanego nopperabō stała się dobrze znana na Hawajach pod nazwą mujina. To zamieszanie najprawdopodobniej zostało spowodowane opowiadaniem Lafcadio Hearna, zatytułowanym: „Mujina”, w którym po raz pierwszy wprowadza tę postać do kultury zachodniej. Opowiada ono o borsuku (mujina), który przybierał formę nopperabō.
Hawajski folklorysta Glen Grant był znany ze swoich „Akt obake”, szeregu raportów dotyczących nadprzyrodzonych zdarzeń na Hawajach. Duża część tych incydentów i raportów była pochodzenia japońskiego lub dotyczyła obake.

### Mujina
Słowo mujina jest słowem wieloznacznym. W niektórych regionach Japonii jest ono tożsame z tanuki (jenotem). Może też być równoznaczne z anaguma czyli japońskim borsukiem.
W krótkim opowiadaniu L.Hearna pt.: „Mujina” nie występuje tanuki, ani mujina, jako zwierzęta-zjawy. Oprócz przestraszonego bohatera, są tam dwie postacie: płaczącej dziewczyny i ulicznego sprzedawcy klusek soba. Obie są typowymi nopperabō, nie mają twarzy. Tytuł więc wydaje się odnosić do tych właśnie straszydeł.